# Jim Botón y Lucas el maquinista
Jim Botón y Lucas el maquinista (título original: Jim Knopf und Lukas der Lokomotivführer) es una novela infantil alemana escrita por Michael Ende. Publicada en 1960, llegó a ser uno de los libros infantiles alemanes de los años de posguerra después de haber sido rechazado por una docena de editoriales. Recibió el Premio alemán de literatura juvenil en 1961 y ha sido traducido en 33 idiomas. Este éxito propició que en 1962 se publicara Jim Botón y los 13 salvajes (título original: Jim Knopf und die Wilde 13) segunda de las partes en que fue dividido el relato por razones editoriales, ya que consideraban excesiva su extensión.
Michael Ende creció en la Alemania nazi. Su padre, Edgar Ende, fue un pintor prohibido por "degenerado" en 1936. Ende comienza a escribir la historia en 1956 para dar una réplica a la  ideología nazi y su uso perverso de la teoría de la evolución. En una entrevista radiofónica de 1991, él declaró que "La idea del racismo y de la discriminación racial provenían de una revisión de las teorías de Darwin.  Citando eufemismos nazis, agregó, el 'exterminio de vidas indignas de la vida 'y' campos de concentración'."
Ende no veía su libro como literatura infantil, solo escribía para sí mismo. Basó el nombre del personaje en Jemmy Button, un nativo fueguino, quien en el siglo XIX, siendo un adolescente, fue vendido por un botón de nácar y llevado a Inglaterra. Más tarde consiguió volver a su hogar a bordo del HMS Beagle, en su viaje a las islas Galápagos, junto con su compañero de pasajeros Charles Darwin, quien más tarde escribió sobre el episodio.
Que el libro de Ende estaba lleno de símbolos e imágenes nazis en su cabeza, y que sus referencias en inglés provenían de su interés en Darwin, fue desconocido hasta finales de 2008, cuando Julia Voss, una periodista alemana, publicó un artículo en el Frankfurter Allgemeine Zeitung, que revela el fondo de la historia. Voss cita aspectos del libro de Ende y del colonialismo inglés, mostrando su similitud. Sus ejemplos de educación y adoctrinamiento nazi, así como la información sobre las propias experiencias de Ende, revelan las fuentes que lo inspiraron.

## Argumento

### Jim Botón y Lucas el Maquinista
La historia comienza en una pequeña isla llamada Lummerland, que tiene el espacio suficiente para un pequeño palacio, una estación de trenes y raíles por toda la isla, una tienda, una pequeña casa, un rey, dos súbditos, una locomotora llamada Emma, y el maquinista de la locomotora que se llama Lucas (Lukas) (que, como funcionario de ferrocarriles, no es un súbdito). Un día, el cartero -que tiene que llegar por barco- deja un paquete con una dirección casi ilegible para una Sra. Maldiente  en  xuMMRlANT . En la parte posterior había un gran 13. Después de una búsqueda inútil del destinatario entre los pocos habitantes de Lummerland, abren el paquete. Para su inmensa sorpresa, hay un bebé negro en el interior. Después que la conmoción se ha calmado, el bebé es adoptado por los isleños y le ponen el nombre de Jim Botón.
Al crecer Jim, el Rey comienza a preocuparse porque la isla es demasiado pequeña  y no habrá suficiente espacio para que Jim pueda vivir cuando sea un adulto. Él anuncia a Lucas que se deben desprender de Emma. Lucas, descontento con esta decisión, decide abandonar la isla con Emma, y Jim (que ha escuchado por casualidad a Lucas contándole sus preocupaciones a Emma) decide irse con él. Ellos convierten a Emma en un improvisado barco de vela y abandonan la isla por la noche, llegando al final de su viaje a las costas de China.
Cuando llegan a Ping, la capital, se ganan la amistad de un pequeño bisnieto llamado Ping Pong, quien les dice que el Emperador estaba muy triste. Su hija, Li Si, había sido raptada y estaba retenida en la Ciudad de los Dragones. Lucas y Jim ofrecen su ayuda, y mientras investigan las circunstancias de la desaparición de Li Si, ellos se encuentran con varios nombres que están relacionados con la misteriosa llegada de Jim a Lummerland: Sra. Maldiente, los 13 Salvajes, y Kummerland. Ahora Jim y Lucas tienen otra razón para ir a la Ciudad de los Dragones, que se encuentra en Kummerland y encontrar a la Sra. Maldiente.
Después de un largo y peligroso viaje, ellos llegan a la Ciudad de los Dragones. En el camino han hecho dos nuevos amigos, el gigante Sr. Tur Tur (que en realidad es solo un Gigante Aparente), y Nepomuk, el medio-dragón. Jim y Lucas liberan a la Princesa Li Si y a varios niños que han sido raptados y vendidos a la Sra. Maldiente por una banda de piratas (los 13 Salvajes). La Sra. Maldiente ha encadenado a los niños a los pupitres de su escuela, donde daba sus lecciones chillando como un comandante. Jim y Lucas cogen a la Sra. Maldiente y la hacen regresar con ellos por el Río Amarillo, que nace en la Ciudad de los Dragones, justo detrás de la casa de Maldiente. Al llegar a Ping, reciben una triunfal bienvenida y una noticia sorprendente. La Sra. Maldiente se convierte en un Dragón Dorado de la Sabiduría, y los habitantes de Lummerland quieren regresar a sus casas.
Al separarse reciben el consejo de la transformada Sra. Maldiente y la generosa ayuda del Emperador, gracias a la cual Lucas y Jim toman posesión de una isla flotante que recibe el nombre de Nueva Lummerland, que servirá como futura residencia de Jim una vez agregada a Lummerland. Después de una cordial bienvenida en Lummerland, Jim y Li Si se comprometen. Finalmente, Emma tiene una hija, una pequeña locomotora, a la que llaman Molly,

### Jim Botón y los 13 Salvajes

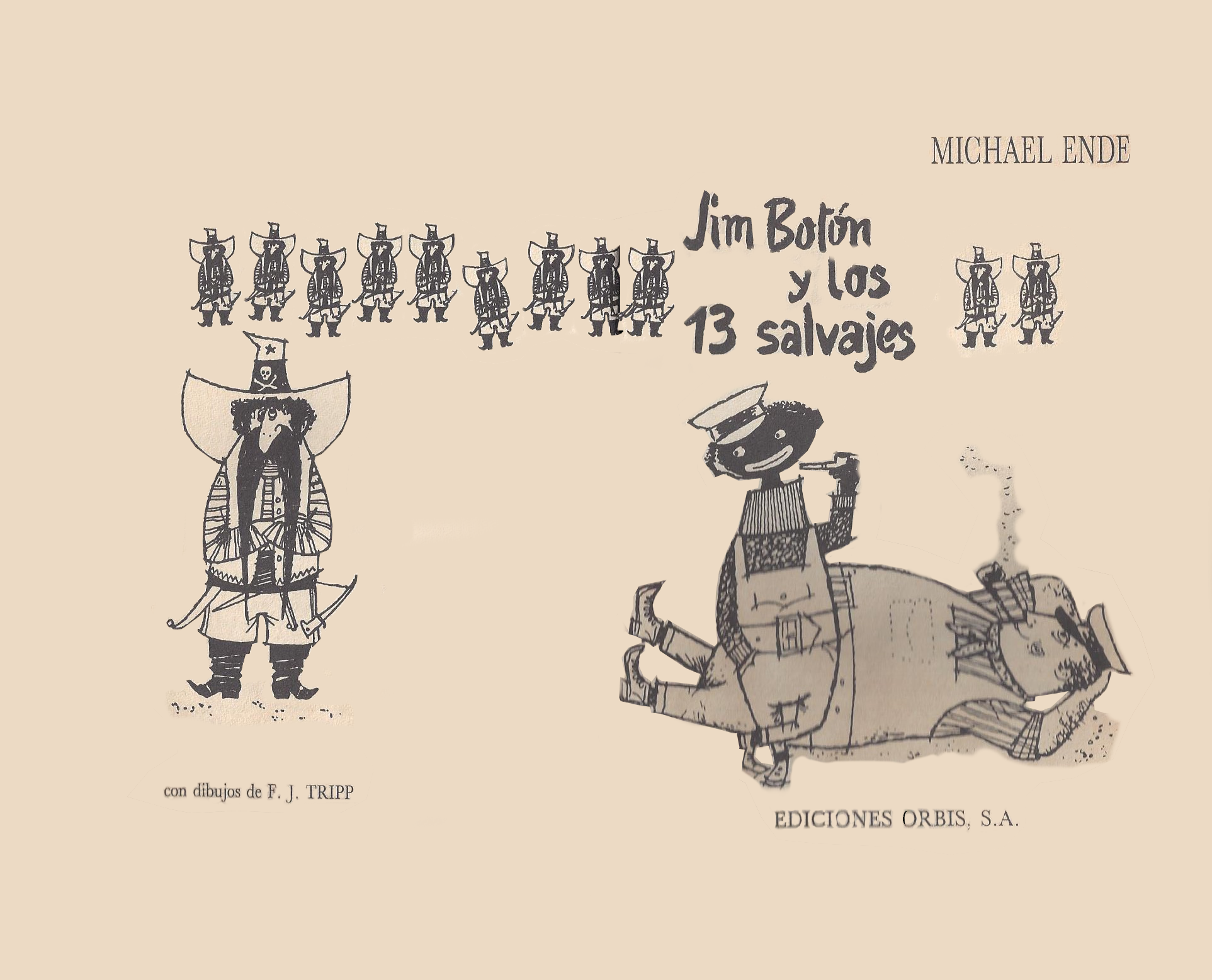
Portada interior de Jim Botón y los 13 Salvajes, de la edición española de Ediciones Orbis.

Jim Botón y los 13 Salvajes (título original Alemán: Jim Knopf und die Wilde 13) es la segunda parte de las 2 en que fue dividido el libro para su edición.
La vida en Lummerland continúa con normalidad hasta que el cartero choca contra Nueva Lummerland con su barco postal en la oscuridad de la noche. Se decide que la isla necesita un faro, pero es demasiado pequeña para soportar uno. Jim recuerda la capacidad del Sr. Tur Tur de parecer un gigante cuando es visto desde lejos, así que Jim y Lucas deciden invitarlo a Lummerland para que su habilidad lo convierta en un faro viviente.
Mientras navegan por los océanos con Emma y Molly para llegar al desierto donde vive el Sr. Tur Tur, Jim y Lucas se detienen para ayudar a una sirena llamada Sursulapitschi y a su padre, Lormoral, el rey de los mares. Esto los lleva a un incierto encuentro con el Gran Imán de Gurumuch en las rocas magnéticas. La fuerza magnética puede ser encendida y apagada. Cuando está encendida se produce la iluminación del mar y se ilumina todo el fondo, pero la fuerza magnética es muy peligrosa para los barcos que pasan cerca. Hay que buscar a alguien que controle que no haya peligro para ningún barco si se enciende la iluminación. Además, Sursulapitchi está angustiada porque su novio, un Nock con caparazón llamado Uchaurichuuum, ha recibido de su padre el encargo de fabricar un Cristal de la Eternidad, una tarea que solo es posible con la ayuda de una criatura de fuego, con los que los habitantes del mar están en guerra.
Jim y Lucas, gracias a las propiedades de las piedras de los acantilados, convierten a Emma en un vehículo volador que apodan como "Perpetumóvil" debido a su ilimitada capacidad de movimiento. De este modo, ellos cruzan la Corona del Mundo buscando al Sr. Tur Tur. Para su sorpresa, en el desierto, encuentran también a su amigo el medio dragón Nepomuk, que había tenido que abandonar las cercanías de la Ciudad de los Dragones, por su ayuda en la captura de la Sra. Maldiente. Jim y Lucas persuaden a Nepomuk para que los acompañe y se convierta en el guardián de las rocas magnéticas. Inesperadamente los cuatro se encuentran con Sursulapitchi y Uchaurichuuum en las rocas, y el Nock de Caparazón y Nepomuk rápidamente se hacen amigos, permitiendo la creación del Cristal de la Eternidad.
Mientras tanto, Molly, la locomotora de Jim, que Jim y Lucas habían dejado en las rocas durante la búsqueda del Sr. Tur Tur, había sido raptada por una banda de piratas llamada los 13 Salvajes. Afortunadamente para Jim y Lucas la antigua Sra. Maldiente ha despertado como Dragón Dorado de la Sabiduría en China y puede ayudarles con información, y dice a Jim cómo encontrar sus orígenes. Con la ayuda del emperador chino, Jim, Lucas y la Princesa Li Si, que se había colado de polizón, comienzan su viaje para encontrar a los 13 Salvajesy rescatar a Molly. En su encuentro con los piratas, estos demuestran ser demasiado para ellos en la batalla. Molly se pierde en el mar, y todos, excepto Jim, son capturados y llevados a la base de los piratas, el Ojo de la Tempestad, un pináculo de roca dentro del ojo de un huracán perpetuo.
Oculto, Jim consigue colarse en la fortaleza de los piratas y gracias a un truco y un poco de suerte consigue someterlos y se convierte en su líder. Jim se entera de que es el descendiente de Baltasar el tercero de los Tres Reyes, cuyos descendientes se quedaron sin hogar desde que la Sra. Maldiente hundió su reino bajo el mar hace miles de años. Solo el hundimiento del Ojo de la Tormenta elevará de nuevo a la superficie al reino perdido. Finalmente los 13 Salvajes sacrifican su fortaleza y el antiguo reino reaparece, y para sorpresa de todos Lummerland se encuentra en la parte superior de la montaña más alta.
Las familias de todos los niños que Jim y Lucas rescataron de la Ciudad de los Dragones vienen a vivir en el nuevo país. Jim se casa con Li Si y reciben de los habitantes del mar a Molly cuyo hierro ha sido convertido en Cristal de la Eternidad. Los 13 Salvajes, reformados por su sacrificio se quedan en el reino de Jim como protectores y guardia real. El Sr. Tur Tur, se va a vivir a Lummerland como el faro más grande del mundo.

## Escenario
"Lummerland", donde la historia comienza, es un microcosmos de la primera etapa de la sociedad moderna, con un rey, un ciudadano, una comerciante y un trabajador. La novela se asienta firmemente en el siglo XX, pero tiene elementos anacrónicos. China es aún un imperio, los indios nativos americanos y los esquimales todavía viven de modo tradicional, sin embargo, hay transatlánticos, teléfonos, un servicio postal, goma de mascar y otras comodidades modernas. Hay muchas localizaciones de ficción, como la Corona del Mundo, una gran cordillera coloreada a rayas blancas y rojas y las Rocas Magnéticas. Algunas localizaciones están basadas en sitios reales, como el Himalaya, y otros legendarios como las rocas magnéticas en los Viajes de Simbad el Marino y una bella ciudad abandonada, bajo el mar basada en la Atlántida. China esta descrita de modo fantástico; en posteriores ediciones alemanas el nombre del país pasó a ser Mandala, pero en ediciones más recientes se recuperó el nombre original.
En Lummerland sus habitantes llevan una vida idílica, con apariencia anticuada, pero disfrutando de las comodidades modernas. El resto del mundo está lleno de fantasía. Como escribió el Frankfurter Allgemeine Zeitung, los niños leen Jim Botón en un momento de su vidas en la que "la existencia de dragones es tan real como los dinosaurios y los reyes son más cercanos que los ministros". El contraste entre la realidad y la fantasía está reflejado en los distintos lugares. En Lummerland, Jim es un niño normal. Él juega en la calle y no quiere lavarse; su madre a veces se preocupa por él. Fuera de Lummerland, sin embargo, él corre aventuras, conoce culturas exóticas, lucha con dragones y finalmente, salva a la princesa (como ocurre en los cuentos clásicos, Jim crece y madura).

## Lista de personajes de Jim Botón
Jim Botón (Jim Knopf)el héroe titular, comparte la gloria y es compañero de su mejor amigo Lucas el Maquinista. Crece en Lummerland bajo el cuidado de la Sra. Quée. Quiere ser también un conductor de locomotoras. Su nombre viene de su costumbre de agujerear sus pantalones cada vez que hace una travesura y la señora Quée ponía un botón para que se pudiera abrir y no se rompiera más. Cuando se casa con la hija del Emperador de China  se convierte en rey de Jimballa por derecho propio, él no renuncia a conducir su propia locomotora.
Lucas (Lukas)el Maquinista de Lummerland es el mejor amigo de Jim. Mientras Jim representa a la juventud aventurera, Lucas es el hombre experimentado y prácticamente quien maneja y resuelve todos los problemas técnicos. Es muy fuerte y tiene una gran habilidad escupiendo, pudiendo incluso hacer un bucle con la saliva. Su distintivo es su pipa, que fuma en situaciones emocionales.
Princesa Li SiLa hija del Emperador de China, es bastante cabezota, especialmente cuando se trata de disciplina. Admira a Jim por su valor e inteligencia, a pesar de que por mucho tiempo él se niega a aprender a leer y escribir, habilidades que ella domina muy bien.
Emma y Mollylocomotoras de vapor de Lucas y Jim. Emma es muy sensible, y expresa sus sentimientos sobre el estado de ánimo de Lucas por silbidos y resoplando, a pesar del hecho de que a menudo no entiende la razón del estado de ánimo de su propietario. Molly es más pequeña y más joven.
Sra. Quée (Frau Waas)la propietaria de una tienda de comestibles en Lummerland y la madre adoptiva de Jim. Ella quiere de corazón a Jim y se preocupa por él constantemente cuando está en sus aventuras. Su habilidad especial es hacer dulces, helados y sobre todo un pastel llamado  Gugelhupf .
Rey Alfonso Doce-menos-Cuarto (König Alfons der Viertel-vor-Zwölfte)el rey de Lummerland, que debe su sobrenombre a la hora en que nació, que es la misma en que se presenta a sus súbditos en los días de fiesta. Es bien intencionado, pero se pone muy nervioso bajo presión y es muy olvidadizo.
Sr. Manga (Herr Ärmel)un ciudadano de Lummerland y un súbdito del rey Alfonso. Es retratado como un inglés estereotipado, la mayor parte del tiempo se le ve dando un paseo, vistiendo un bombín y llevando un paraguas en su brazo. Es muy culto y educado y es muy estimado por el resto de habitantes de la isla.
Sr. Tur Turel gigante aparente (Scheinriese) es una persona modesta y amable y es vegetariano, pero desgraciadamente esta recluido debido a su inusual naturaleza. Cuando se le ve desde la distancia, parece un gigante, asustando a cualquiera que lo ve. Por eso vive en un  oasis en el desierto, "El Fin del Mundo".
Nepomukmedio-dragón por nacimiento (su madre era una hipopótamo), tiene parecido a su madre. Al igual que sus compañeros dragones mestizos, no es aceptado por lo dragones de sangre pura en Kummerland. Intenta comportarse como un dragón "auténtico", siendo aterrador y ruin, cuando realmente no es ninguna de las dos cosas. Sin embargo es capaz de ayudar a Uchaurichuuum a crear el Cristal de la Eternidad, y se convierte en el guardián de las rocas magnéticas.
Ping Pongun jovencísimo y pequeño chico chino, cuya cabeza es del tamaño de una pelota de ping pong. Con apenas más de un año y no mayor que la mano de un hombre, es perfectamente capaz de comportarse y pensar como un adulto. Él es uno de los descendientes del jefe de cocina del Emperador. Después de salvar a Jim y Lucas de un ministro traicionero, es hecho primer ministro de China por el Emperador – un papel para el que se demuestra extremadamente capaz.
Sra. Maldiente (Frau Mahlzahn)una dragona de pura raza y la principal villana de la primera parte de la historia. Su nombre proviene de un único colmillo que sobresale de su hocico. Ella es muy erudita, pero como todos los dragones le gusta atormentar a seres inferiores con su poder. Ella regenta una escuela para niños en Kummerland.
Los 13 Salvajes (Die Wilde Dreizehn)una banda de piratas donde todos son completamente idénticos en aspecto y capacidad. Temibles piratas y marineros, no son particularmente brillantes y tienen una escasa educació. Cada uno de ellos solo conoce una letra del alfabeto; siempre están necesitando un líder. Retratados como antagonistas, se convierten en personajes principales de la segunda parte de la historia.